# Кубок Румунії з футболу 2011—2012
Кубок Румунії з футболу 2011—2012 — 74-й розіграш кубкового футбольного турніру в Румунії. Титул здобув Динамо (Бухарест).

## Календар
| Раунд           | Дата                            | Матчі | Клуби     |
| --------------- | ------------------------------- | ----- | --------- |
| Перший раунд    | 19-23 липня 2011                | 40    | 184 → 144 |
| Другий раунд    | 9 серпня 2011                   | 46    | 144 → 98  |
| Третій раунд    | 16 серпня 2011                  | 24    | 98 → 74   |
| Четвертий раунд | 23 серпня 2011                  | 28    | 74 → 46   |
| П'ятий раунд    | 6-7 вересня 2011                | 14    | 46 → 32   |
| 1/16 фіналу     | 20-22 вересня 2011              | 16    | 32 → 16   |
| 1/8 фіналу      | 25-27 жовтня 2011               | 8     | 16 → 8    |
| 1/4 фіналу      | 7 грудня 2012 - 15 березня 2011 | 4     | 8 → 4     |
| 1/2 фіналу      | 29-29 березня/11-12 квітня 2012 | 4     | 4 → 2     |
| Фінал           | 23 травня 2012                  | 1     | 2 → 1     |

## 1/16 фіналу
| Команда 1                 | Рахунок         | Команда 2                   |
| ------------------------- | --------------- | --------------------------- |
| 20 вересня 2011           |                 |                             |
| Газ Метан (Северин) (2)   | 2:2 дч пен. 4:1 | Міовень                     |
| Брашов                    | 2:0 дч          | Бакеу (2)                   |
| Петролул                  | 4:1             | Конкордія                   |
| Оцелул                    | 3:1             | Олтчим (Римніку-Вилча) (3)  |
| 21 вересня 2011           |                 |                             |
| Браїла (2)                | 0:1             | Газ Метан (Медіаш)          |
| Воїнця (Сібіу)            | 0:0 дч пен. 3:4 | Отопень                     |
| Пандурій                  | 5:0             | Вишина Ноуи (3)             |
| Астра-2                   | 1:0 дч          | Університатя (Клуж-Напока)  |
| Політехніка Тімішоара (2) | 5:0             | Чахлеул                     |
| Рапід (Бухарест)          | 4:1             | Ювентус (Бухарест)          |
| Астра                     | 1:0             | ЧФР (Клуж-Напока)           |
| Дуниря (Галац) (2)        | 1:0             | Спортул Студенцеск          |
| 22 вересня 2011           |                 |                             |
| Тиргу-Муреш               | 1:0             | Віторул (Констанца) (2)     |
| Васлуй                    | 8:0             | Воїнца (Лівезіле) (3)       |
| Стяуа                     | 4:0             | Синитатеа (Клуж-Напока) (3) |
| Динамо (Бухарест)         | 1:0             | Лучафирул (Орадя) (2)       |

## 1/8 фіналу
| Команда 1                 | Рахунок         | Команда 2               |
| ------------------------- | --------------- | ----------------------- |
| 25 жовтня 2011            |                 |                         |
| Газ Метан (Медіаш)        | 1:0             | Астра-2                 |
| Оцелул                    | 2:1             | Тиргу-Муреш             |
| 26 жовтня 2011            |                 |                         |
| Пандурій                  | 0:0 дч пен. 3:2 | Брашов                  |
| Динамо (Бухарест)         | 5:0             | Газ Метан (Северин) (2) |
| 27 жовтня 2011            |                 |                         |
| Васлуй                    | 4:1             | Дуниря (Галац) (2)      |
| Астра                     | 0:1             | Петролул                |
| Рапід (Бухарест)          | 5:0             | Отопень                 |
| Політехніка Тімішоара (2) | 2:0             | Стяуа                   |

## 1/4 фіналу
| Команда 1                 | Рахунок | Команда 2          |
| ------------------------- | ------- | ------------------ |
| 7 грудня 2011             |         |                    |
| Рапід (Бухарест)          | 2:0     | Пандурій           |
| 8 грудня 2011             |         |                    |
| Політехніка Тімішоара (2) | 0:1     | Газ Метан (Медіаш) |
| Динамо (Бухарест)         | 2:1     | Петролул           |
| 15 березня 2012           |         |                    |
| Оцелул                    | 2:3     | Васлуй             |

## 1/2 фіналу
| Команда 1                 | Заг.    | Команда 2          | 1-й матч | 2-й матч |
| ------------------------- | ------- | ------------------ | -------- | -------- |
| 28 березня/11 квітня 2012 |         |                    |          |          |
| Васлуй                    | 2:4     | Рапід (Бухарест)   | 0:1      | 2:3      |
| 29 березня/12 квітня 2012 |         |                    |          |          |
| Динамо (Бухарест)         | 2:2 (ч) | Газ Метан (Медіаш) | 1:0      | 1:2      |

## Фінал
| 23 травня 2012 21:00 (EEST) |

| Рапід (Бухарест) | 0:1      | Динамо (Бухарест) |
| ---------------- | -------- | ----------------- |
|                  | Протокол | Скарлатаке 58'    |

| Національний стадіон, Бухарест Глядачів: 40 000 Арбітр: Даніель Орсато |